# Palachia elegans
Palachia elegans är en stekelart som beskrevs av Boucek 1998. Palachia elegans ingår i släktet Palachia och familjen gallglanssteklar.
Artens utbredningsområde är:
- Laos.
- Thailand.

Inga underarter finns listade i Catalogue of Life.